# Агреллит
Агреллит — минерал класса силикатов.
Назван в честь английского учёного Стюарта Агрелла.
Сопутствующие минералы: мозандрит, бритолит, власовит, флогопит, кальцит, флюорит, клиногумит, норбергит, циркон, биотит, галенит. Встречается в сиенитовых пегматитах.